# أغييفو
أغييفو (بالروسية: Агеево) هي قرية في مقاطعة تولا أوبلاست في روسيا.